# إدوارد بيكر (لاعب كريكت)
إدوارد بيكر (7 يناير 1892 في المملكة المتحدة - 8 أبريل 1969 في المملكة المتحدة) (بالإنجليزية: Edward Baker)‏ هو لاعب كريكت بريطاني (وحمل سابقاً جنسية المملكة المتحدة لبريطانيا العظمى وأيرلندا). لعب مع نادي مقاطعة سومرست للكريكت ‏ ونادي مقاطعة ساسكس للكركيت ‏ ونادي جامعة كامبريدج للكريكيت ‏.